# Roelof Sterk
Roelof Sterk (Leerbroek, 15 oktober 1891 – De Bilt, 13 mei 1959) was een Nederlands politicus.
Hij werd geboren als zoon van Gerrit Sterk (1856-1924) en Hendrika Margaretha Kloek (1850-1920). In 1918 volgde hij A.A. van der Waal op als gemeentesecretaris van Mijnsheerenland en eind 1921 werd Sterk tevens de gemeentesecretaris van Westmaas. Nog geen jaar later volgde zijn benoeming tot burgemeester van Nieuwe Tonge. Hij werd in 1943 ontslagen waarna Nieuwe Tonge een NSB'er als burgemeester kreeg. Na de bevrijding keerde Sterk terug in zijn oude functie. In 1947 werd hij benoemd tot burgemeester van de gemeenten Giessen-Nieuwkerk, Peursum en Schelluinen. Drie jaar later werd hem op eigen verzoek ontslag verleend. Sterk overleed in 1959 op 67-jarige leeftijd.